# Foltos kontyvirág
A foltos kontyvirág (Arum maculatum) az egyszikűek (Liliopsida) osztályának hídőrvirágúak (Alismatales) rendjébe, ezen belül a kontyvirágfélék (Araceae) családjába tartozó faj.

## Előfordulása
A foltos kontyvirág elterjedési területe Európában, az Egyesült Királyságtól egészen a Kaukázusig terjed; a határt északon Dél-Svédország, míg délen a Földközi-tenger képezi. Törökország ázsiai részén is megtalálható ez a növényfaj. A foltos kontyvirágot termesztik is.

## Megjelenése

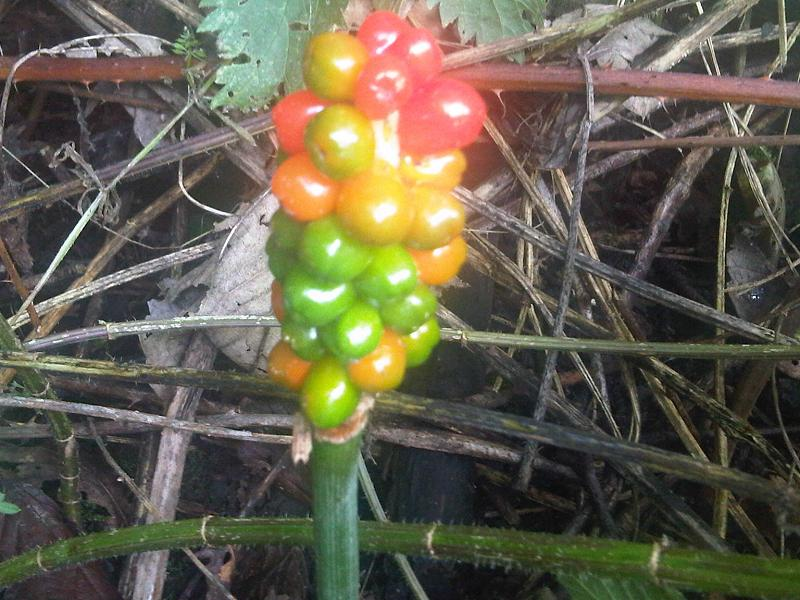
A foltos kontyvirág félig megérett termései

A foltos kontyvirág évelő, 15-40 centiméter magas növény, kivételesen néha 60 centiméter magasra is megnőhet. Tőállású, hosszú nyelű levelei 10-20 centiméter hosszúak. Erezetük különlegességnek számít az egyszikű növények körében, éppen úgy, mint nyílhegyre emlékeztető alakjuk. Jóllehet a levelek viszonylag ritkán és csak egészen gyengén sötétzöld vagy barna foltosak, tudományos és népi neve egyaránt erre a sajátosságára utal. A nagy, zacskó alakú, 25 centimétert is elérő hosszúságú sárgászöld buroklevél egészen körülveszi a torzsavirágzat alsó felét, és egyik oldalon magasan föléje is emelkedik. A torzsa nem látható részén alul helyezkednek el a termős virágok, fölöttük pedig a porzós virágok. A termés piros bogyó.

## Életmódja
A foltos kontyvirág különböző lomberdők és ligetek lakója, de száraz tölgyesekben is nagyon gyakran megtaláljuk. A tápanyagban gazdag talajok jelzőnövénye.
A virágzási ideje április–május között van.

## Képek

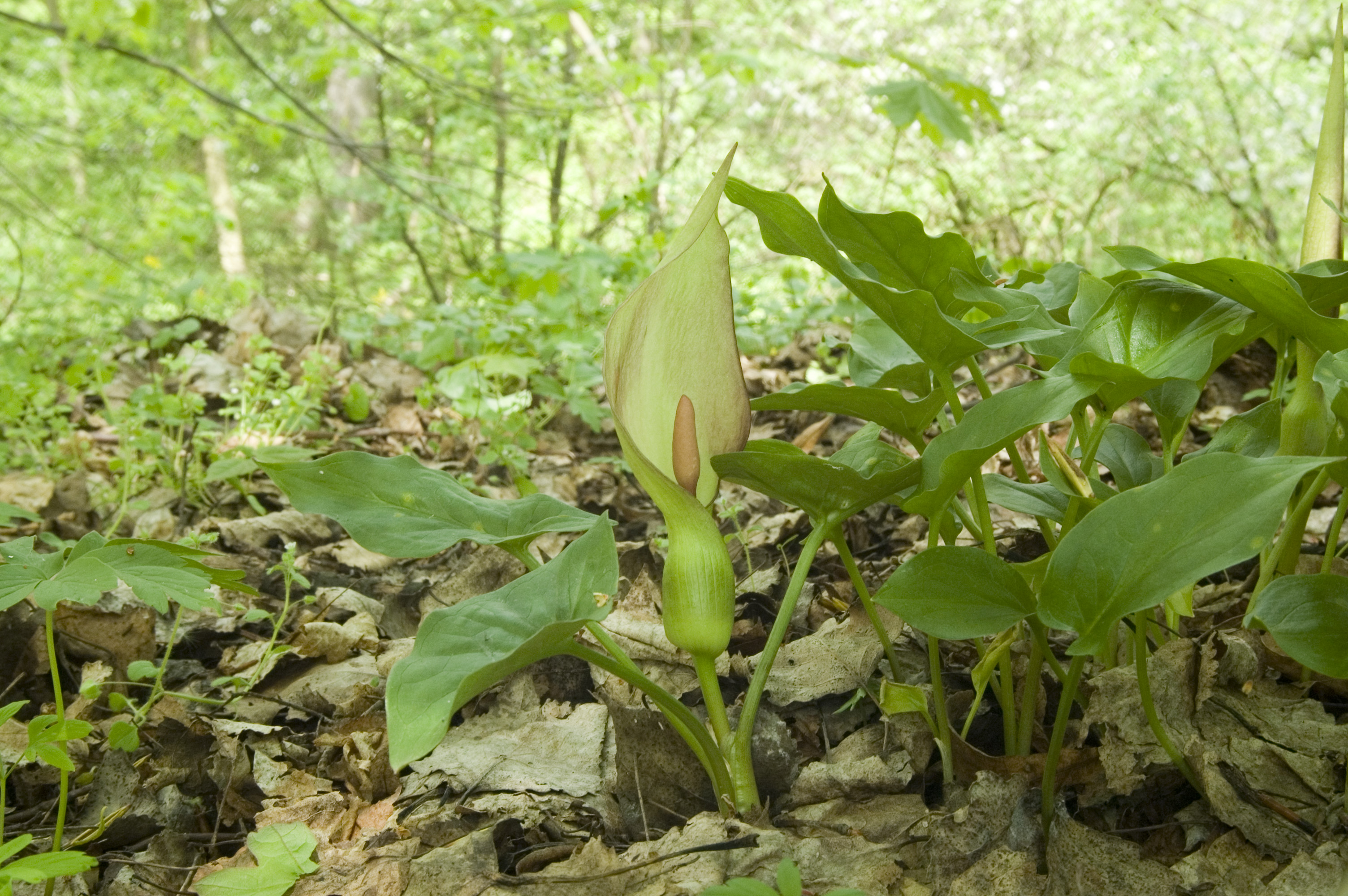
A növény
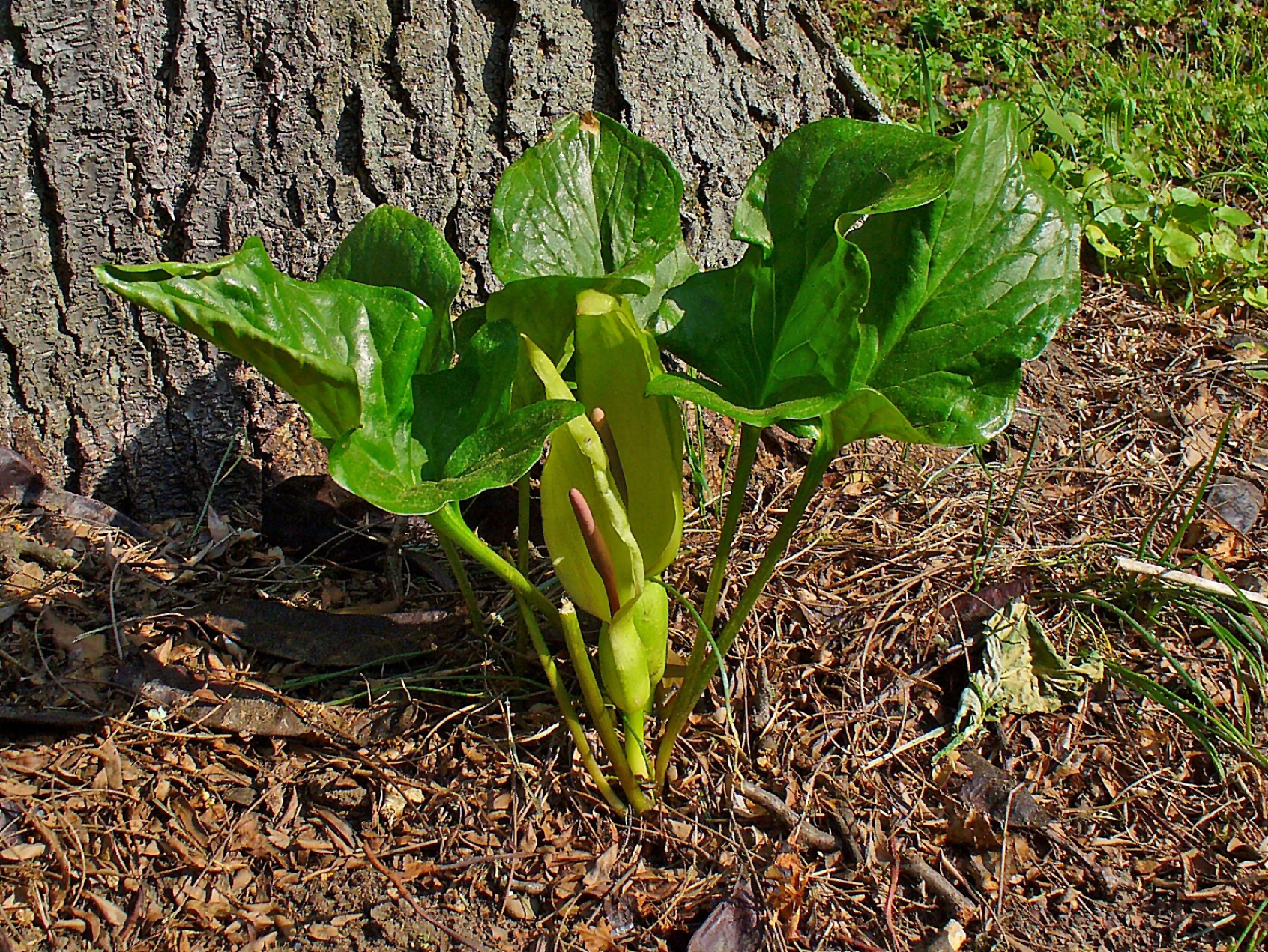
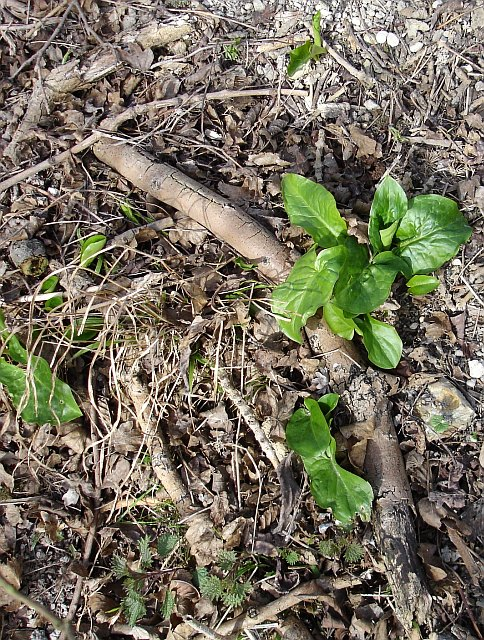
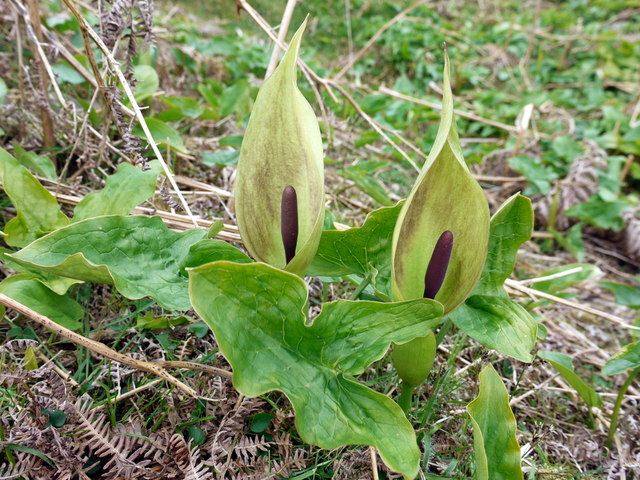
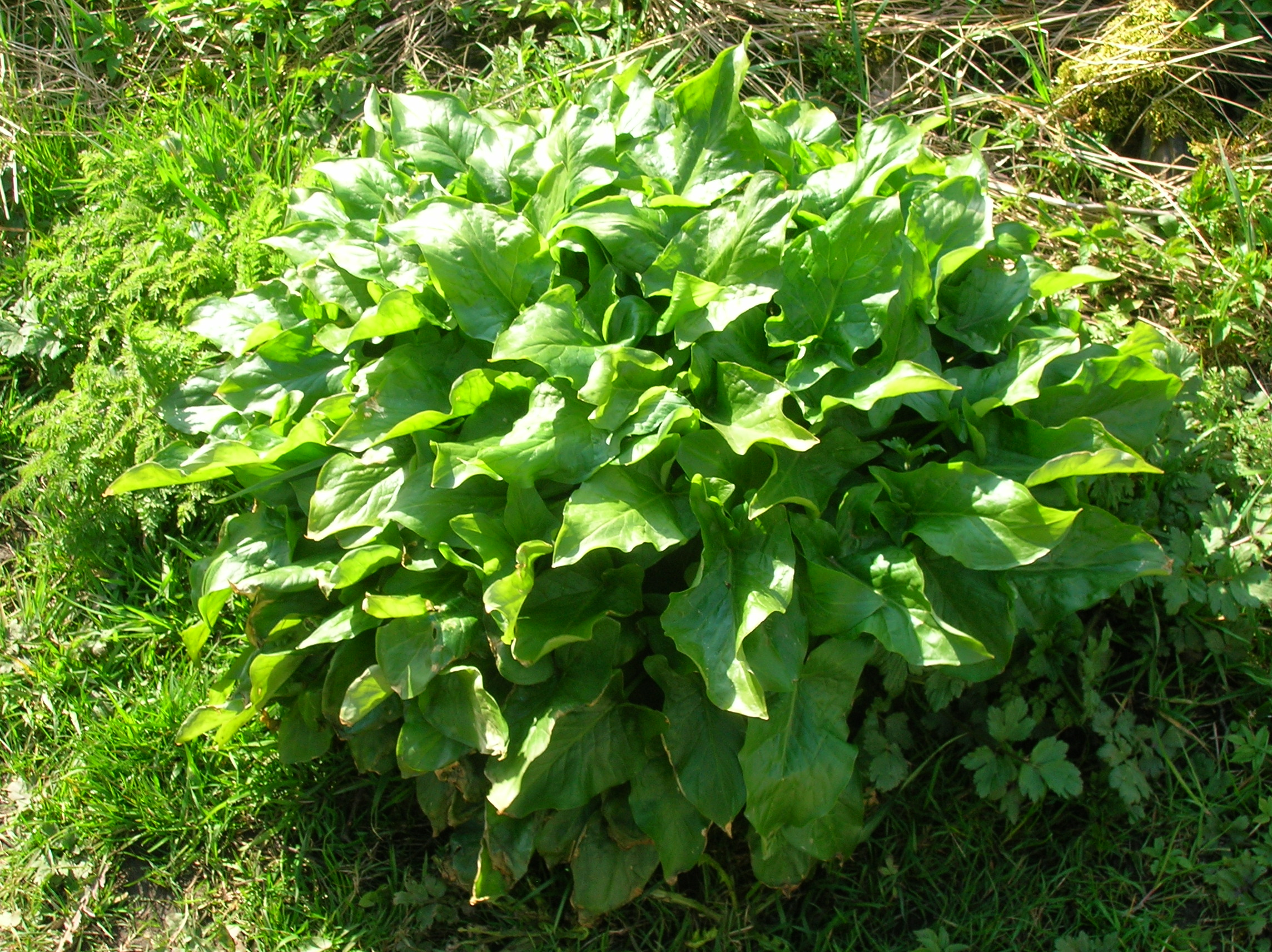
Tömeges növés
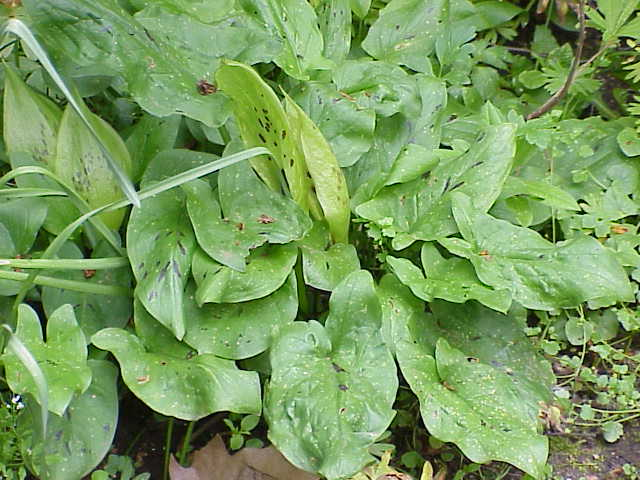
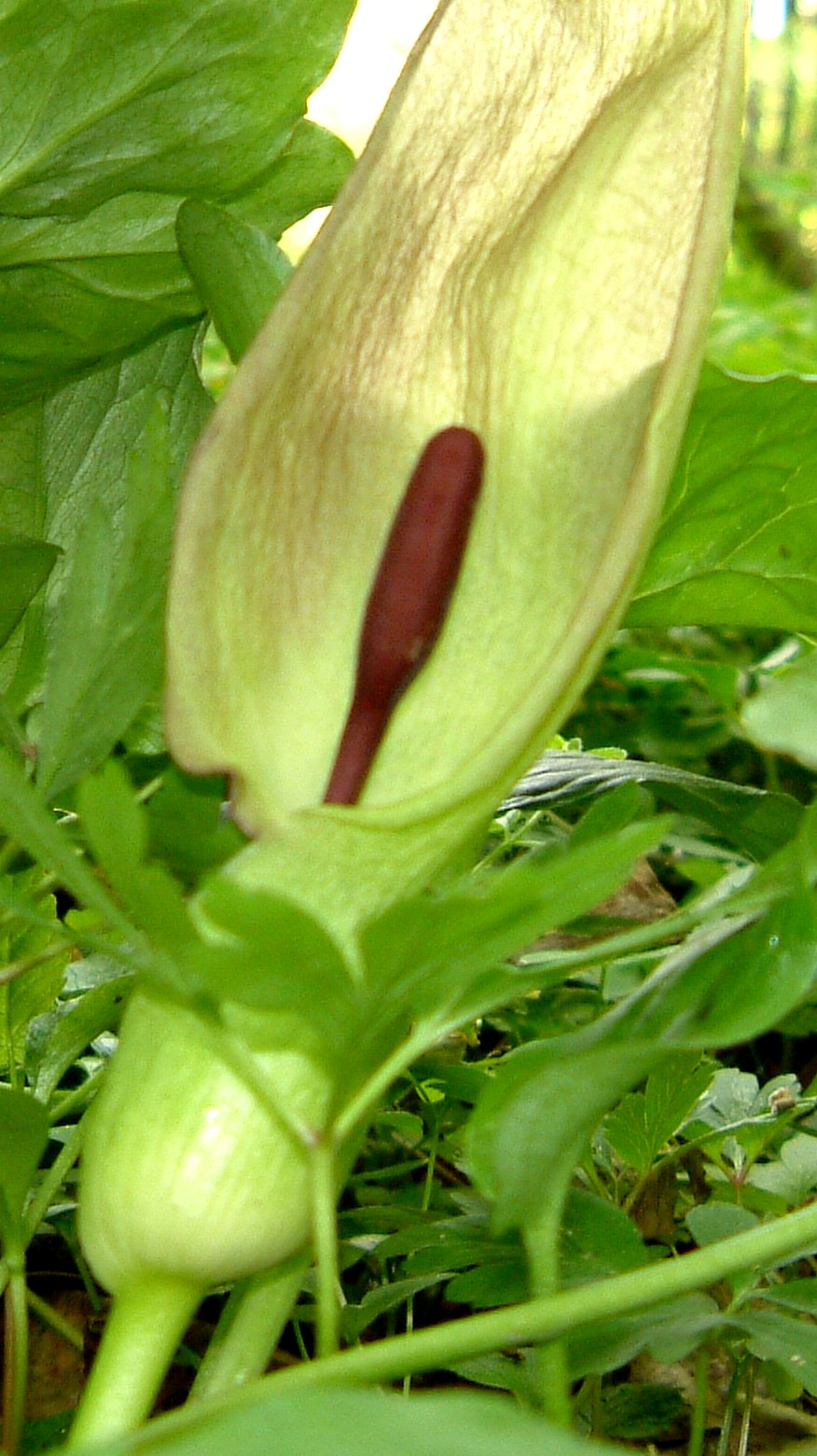
Virága
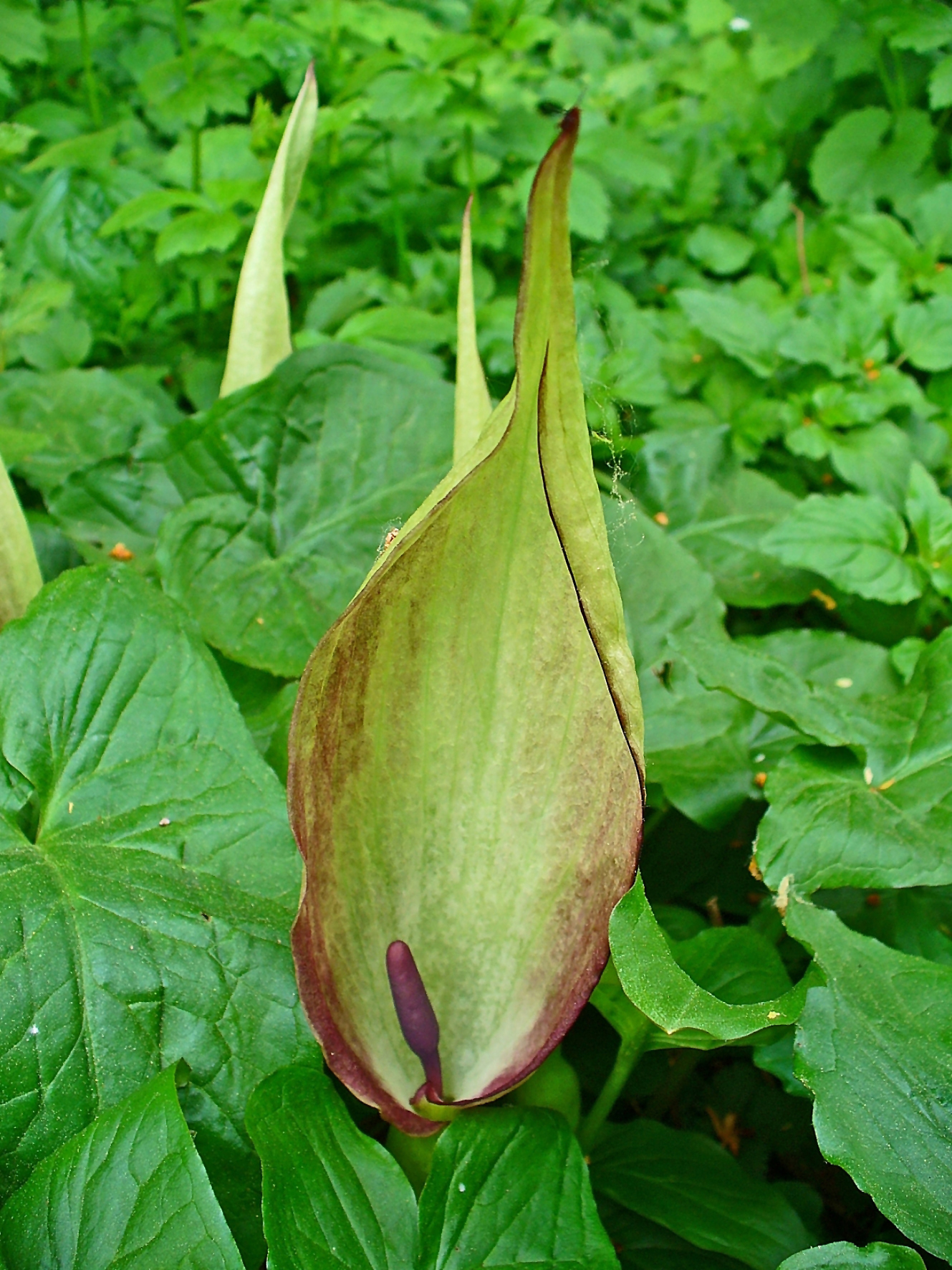
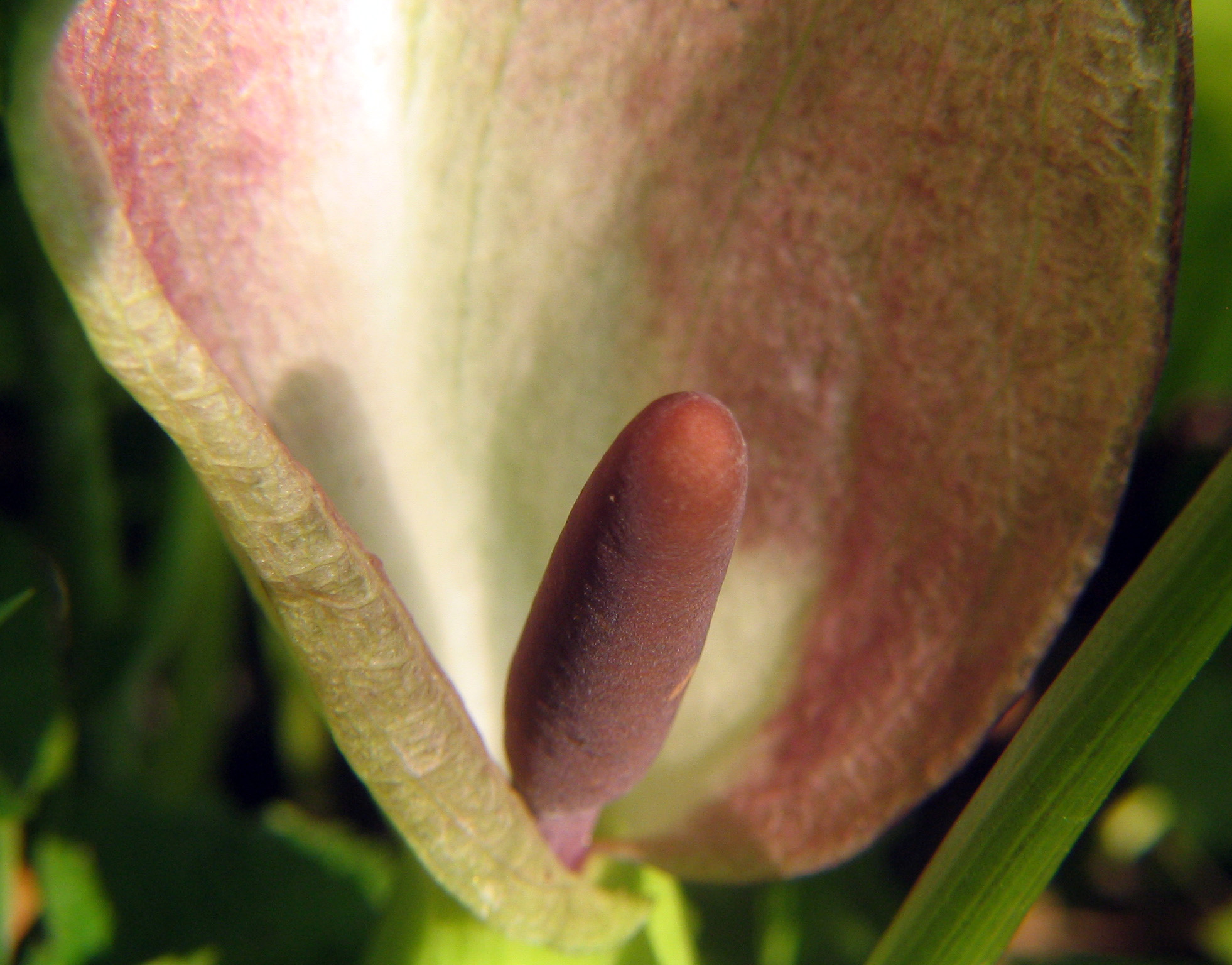
közelről és
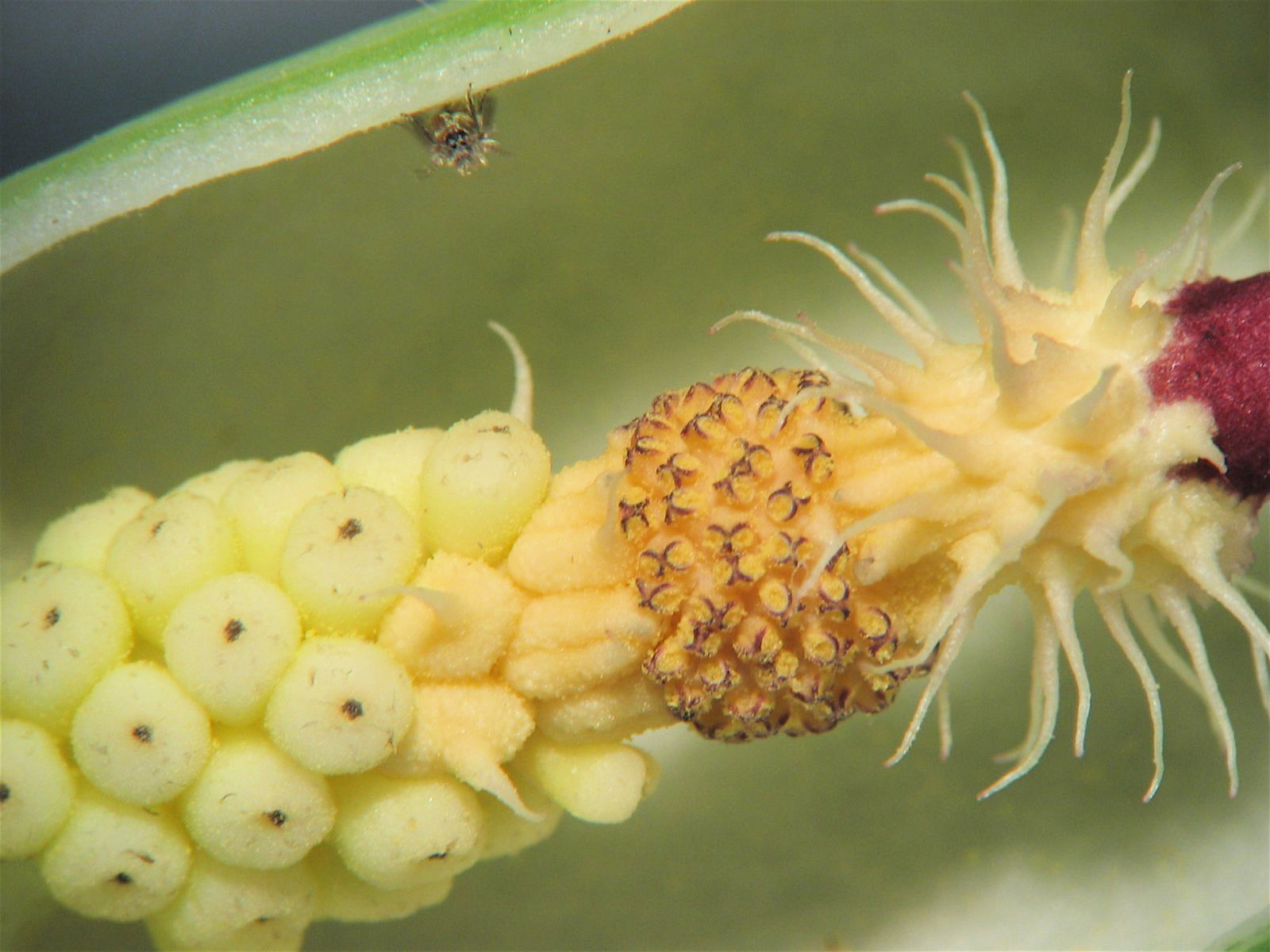
felnagyítva
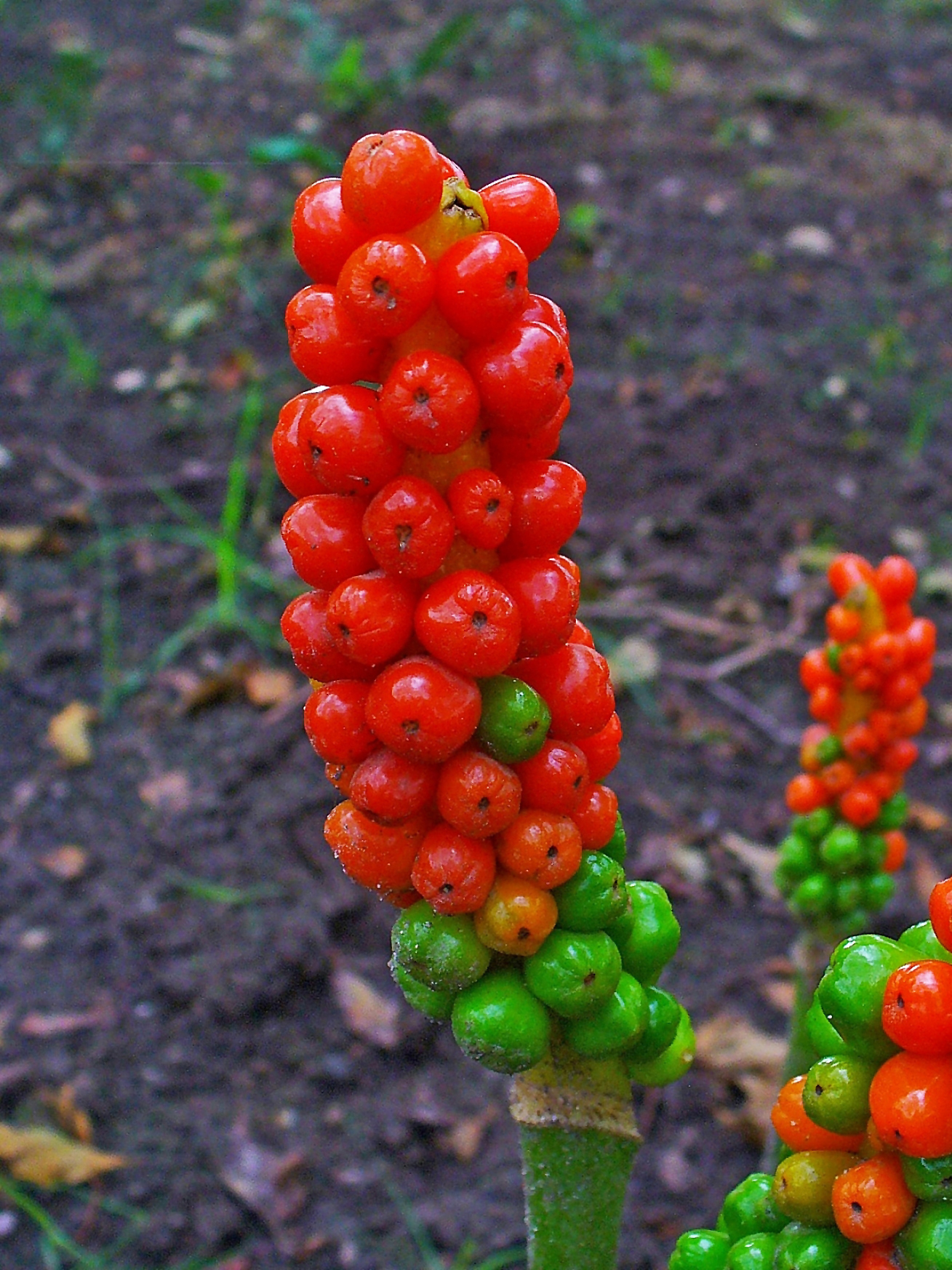
Termései
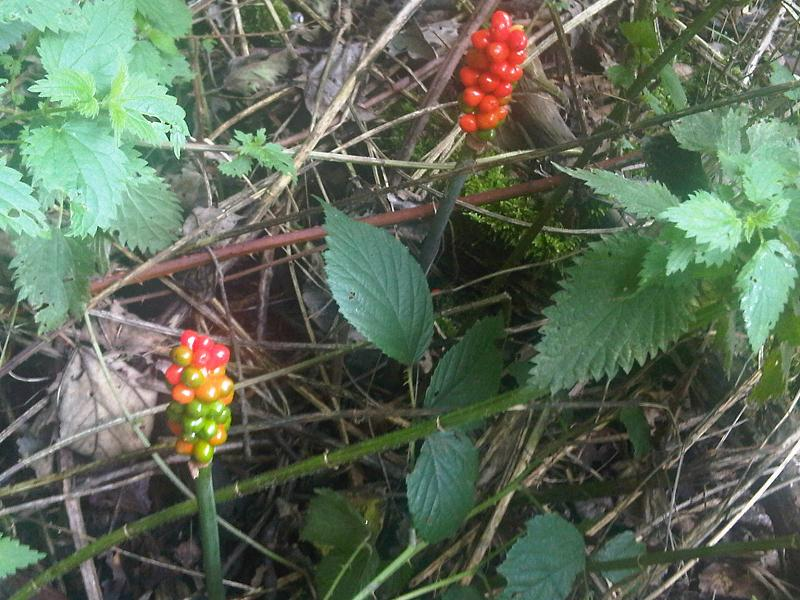
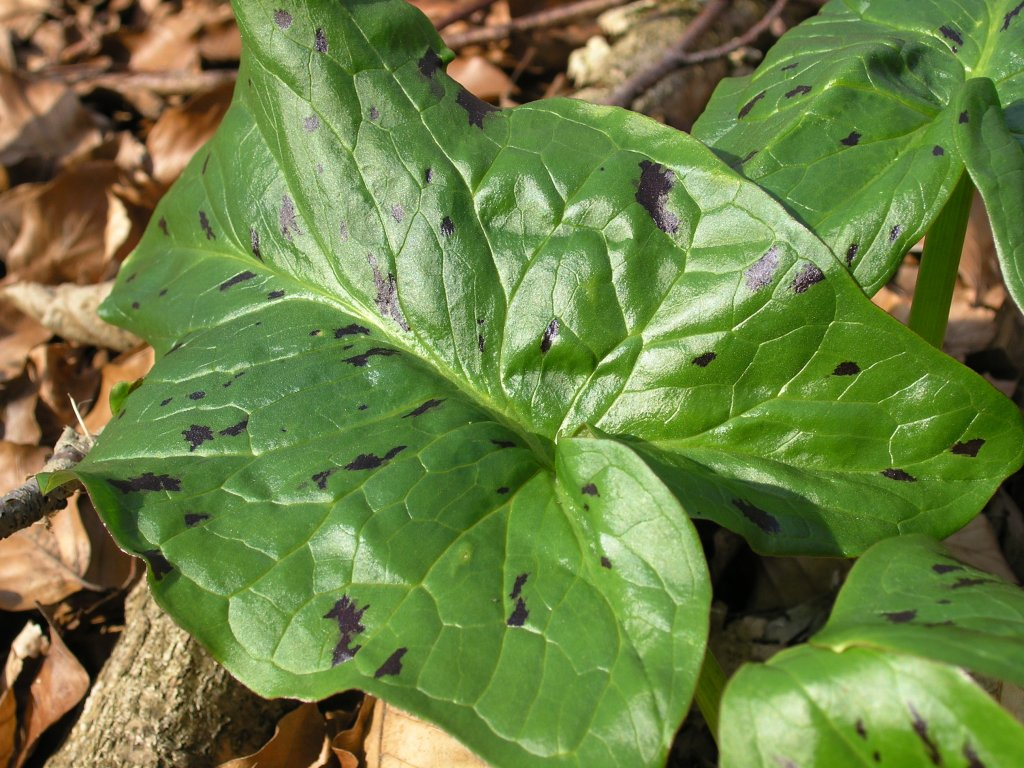
Levele
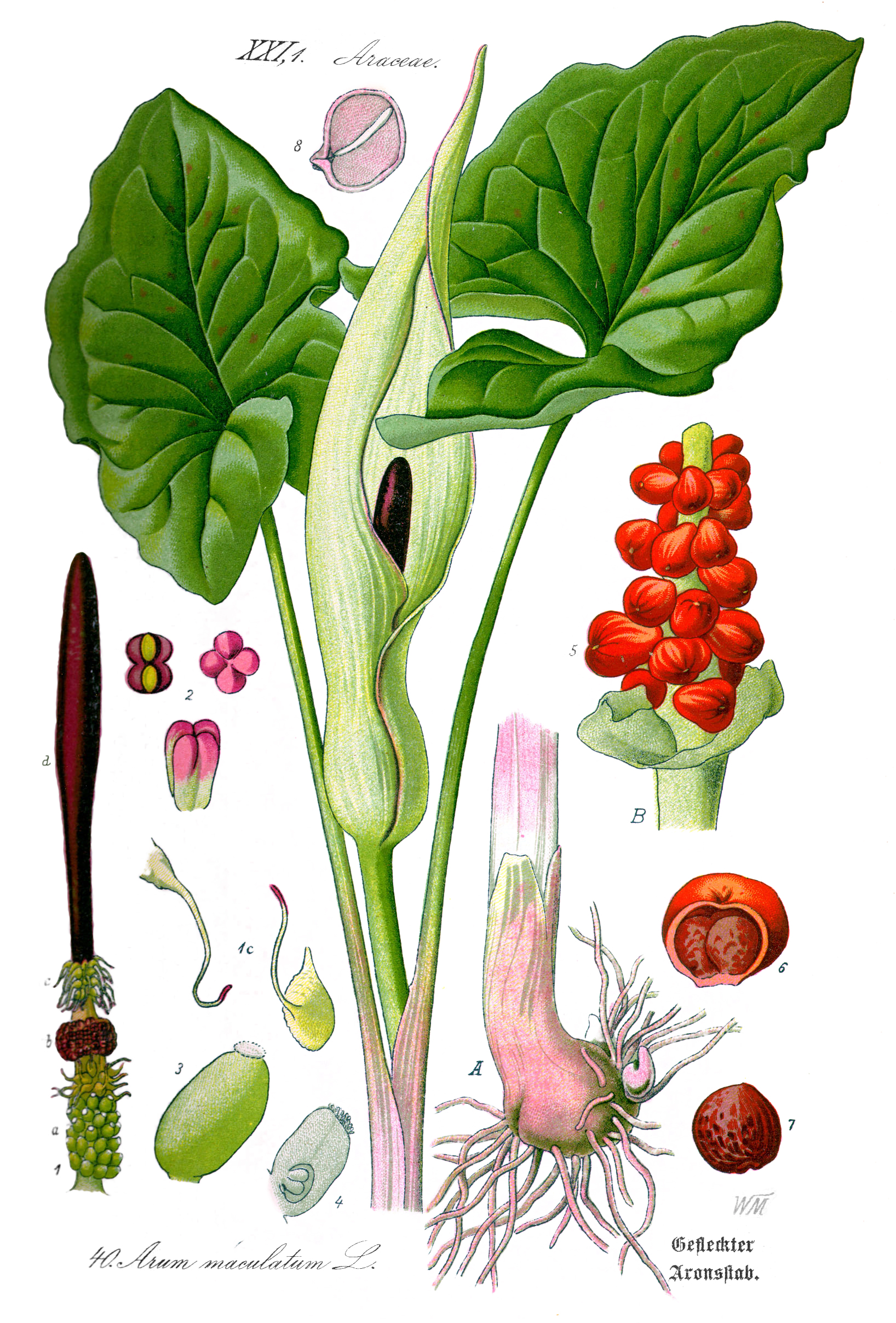
Rajzok
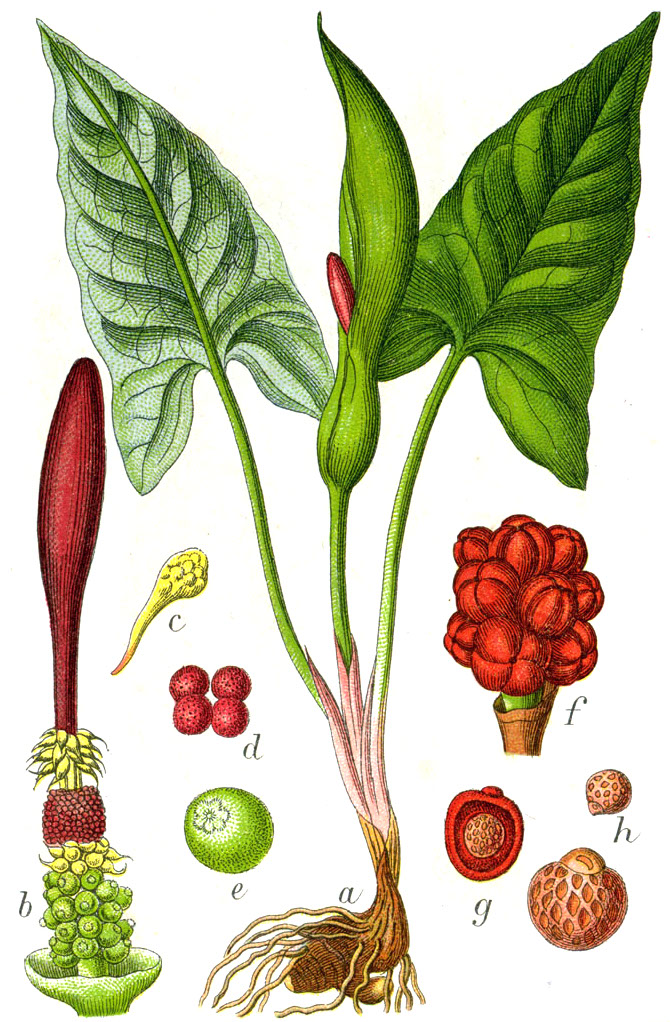
a
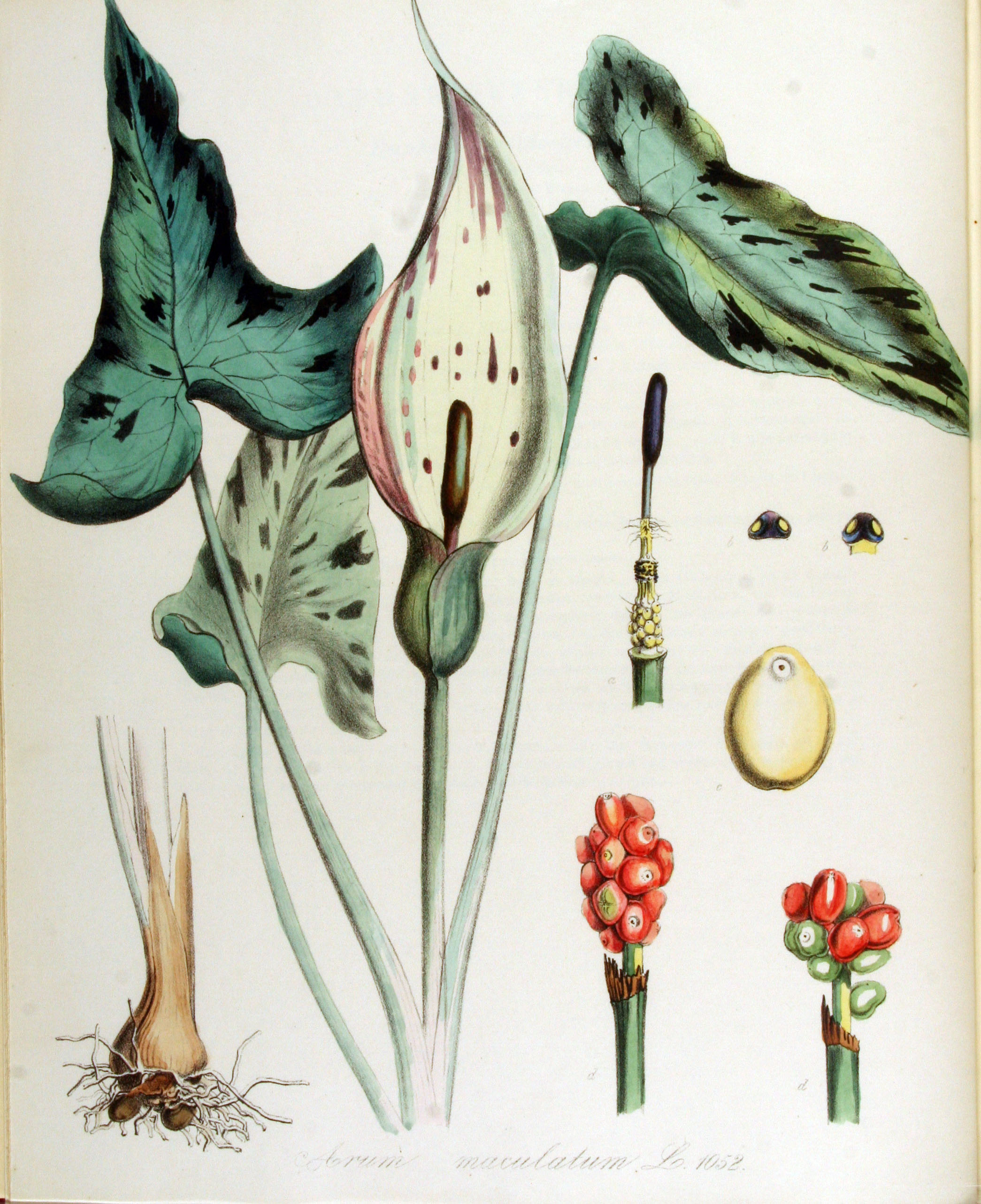
növényről